# 佐賀関港
佐賀関港（さがのせきこう）は、大分県大分市にある港湾。港湾管理者は大分県。地方港湾に指定されている。大分市景観条例の景観形成重要地区に該当している。

## 概要

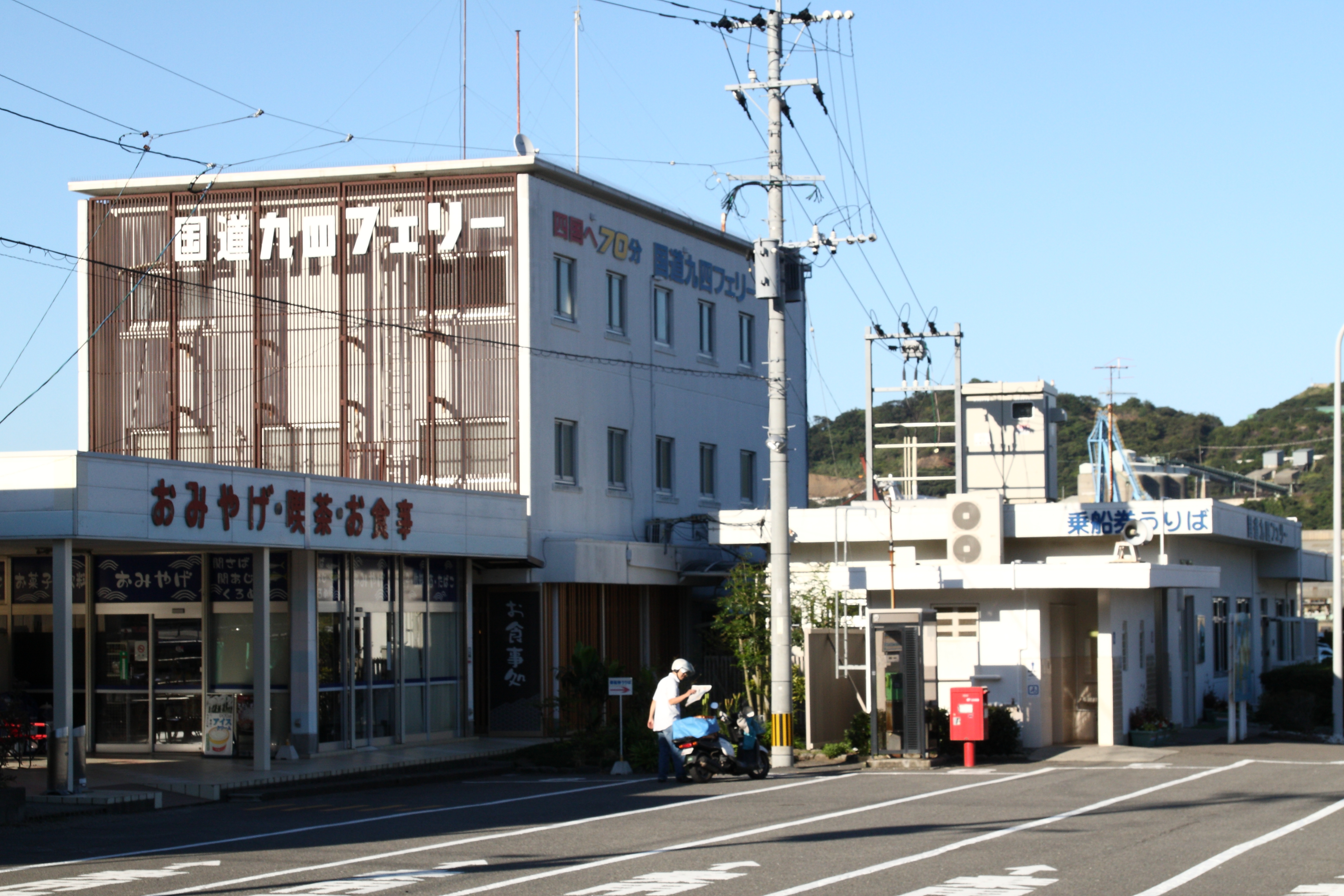
国道九四フェリー旧ターミナル（2015年）

別府湾の南側に位置する佐賀関半島は、豊後水道に向かって東に突き出している。佐賀関港は半島がその先端近くで大きくくびれた場所の北側に形成された天然の良港である。また、市街地（旧佐賀関町中心部）をはさんだ南側には高級魚として全国に知られる関さば・関あじが水揚げされる佐賀関漁港がある。
港の西側（半島の付け根側）には、フェリー乗り場があり、豊予海峡を挟んで四国側の対岸にある三崎港との間に国道九四フェリーの定期旅客フェリーが就航している。2019年12月1日には、国道九四フェリーの新ターミナルビルの供用が開始されている。
また、港の東側（半島の先端側）には、JX金属製錬（旧日本鉱業→日鉱製錬→パンパシフィック・カッパー）佐賀関製錬所があり、原料の陸揚げや製品の積み出しが行われている。
2015年度の発着数は6,856隻（8,493,935総トン）うち外国商船は193隻（3,475,198総トン）、利用客数は526,434人（乗込人員246,739人、上陸人員279,695人）である。

## 主要航路
- 三崎港 : 国道九四フェリー（国道197号海上区間）

## アクセス

### 鉄道
- 港の近くに鉄道駅はない。最寄となるJR九州日豊本線幸崎駅から路線バスが運行されている（詳細は#路線バス参照）。

### 道路
大分市中心街方面から
- 国道197号

臼杵市方面から
- 国道217号

### 路線バス
- 大分駅前から大分バス急行佐賀関行で約1時間。途中のJR九州幸崎駅からは約20分。
  - 1時間に1,2本程度運行。
  - フェリー乗り場の最寄の停留所は「古宮」（ふるみや）。